# Josef Stock
Josef Štock (6. března 1926 – 17. května 1984) byl český hokejový útočník a později trenér. V roce 1950 byl odsouzen v procesu s Československými hokejisty k trestu 8 měsíců odnětí svobody.

## Hokejová kariéra
Za československou reprezentaci odehrál v letech 1948-1950 celkem 3 utkání a dal 1 gól. V lize hrál za ATK Praha, RKV Dynamo Karlovy Vary a TJ Spartak Královo Pole.

## Trenérská kariéra
Trénoval SK Králové Pole, TJ ZKL Brno, VTJ Hodonín, Stal Sanok (Polsko) a TJ Auto Škoda Mladá Boleslav.